# Groß Gaglow
Groß Gaglow, in lusaziano inferiore Gogolow, è una frazione della città tedesca di Cottbus.

## Storia
Groß Gaglow fu fondato intorno al 600 d.C. da tribù slave. Groß Gaglow – come la vicina Klein Gaglow – era un'enclave cavalleresca nei territori della signoria di Cottbus, presto inglobata nei feudi brandeburghesi della Bassa Lusazia. Fu integrata nel 1815 nel circondario di Cottbus, mentre fino ad allora era appartenuta al circondario di Spremberg.
Già comune autonomo, venne aggregata alla città di Cottbus nel 2003.

## Amministrazione
La frazione è amministrata da un "consiglio locale" (Ortsbeirat).

### Esplicative
1. ↑  Letteralmente "Gaglow grande", in riferimento alla vicina Klein Gaglow, "Gaglow piccola".

### Bibliografiche
1. ↑  (DE) Einwohner nach Ortsteilen, su cottbus.de.
2. ↑  (DE) Hauptsatzung der kreisfreien Stadt Cottbus/Chóśebuz, § 1 (PDF), su cottbus.de.
3. ↑  (DE) Götz von Houwald, Die Niederlausitzer Rittergüter und ihre Besitzer, 7 Kreis Kottbus., Degener, 2001, ISBN 3768642062, OCLC 163847918. URL consultato il 29 luglio 2018.
4. ↑  (DE) Zweites Gesetz zur landesweiten Gemeindegebietsreform betreffend die kreisfreie Stadt Cottbus und das Amt Neuhausen/Spree, Kapitel 1, § 1, su bravors.brandenburg.de.
5. ↑  (DE) Hauptsatzung der kreisfreien Stadt Cottbus/Chóśebuz, § 12 (PDF), su cottbus.de.